# Brama Odrzańska w Brzegu
Brama Odrzańska (niem. Odertor, dawniej Oderthor) – brama w systemie fortyfikacji miasta Brzeg. Wybudowana według późnorenesansowego projektu Bernarda i Petera Niuron, architektów włoskich, w roku 1595. Znajdowała się pierwotnie przy bastionie broniącym zamek brzeski od strony Odry. Ostatnia architektoniczna pozostałość po twierdzy brzeskiej. 
 Brama wpisana jest do rejestru zabytków pod nr rej.: 710/64 z 2.03.1964

## Opis
Brama Odrzańska prowadziła na drewniany zwodzony most odrzański użytkowany do 1844 roku, nieco dalej w dół rzeki niż współczesny Most Piastowski. Budowla z piaskowca, została wykonana przez brzeskich mistrzów murarskich Jerzego Schobera i Michała Kockerta. Prawdopodobnie sklepienie budowli wykonał mistrz Fabian Geppert, pod którego okiem pracowali J. Schober i M. Kockert. Natomiast forma wyrazu i kompozycja części architektoniczno-plastycznej frontu bramy wskazuje na autorstwo Gerharda Hendrika. 
Ma ona formę łuku triumfalnego o półkolistej, boniowanej archiwolcie z herbem miasta Brzeg trzymanym przez anioła w kluczu. W przyłuczach na okrągłych paterach umieszczono pełnoplastyczne marcjalne głowy rycerzy. Świadczą one o wpływie szkoły niderlandzkiej. Powyżej znajduje się attykowa ściana zdobiona herbami księcia Joachima Fryderyka i jego żony Anny Marii von Anhalt, które są przytrzymywane przez pary lwów i gryfów.
Ponad kartuszami herbowymi została ona zwieńczona zawołaniem rodowym książąt brzeskich wypisanym złotymi zgłoskami: „VERBUM DOMINI MANET IN AETERNUM” (z łac. „Słowo Pańskie trwa na wieki”, 1P 1,25).
Bramę z pierwotnej lokalizacji usunięto w 1895 (wraz z likwidacją bastionu) i przeniesiono ją 250 m dalej do przyzamkowego ogrodu w obecnym Parku Nadodrzańskim przy pagórku dawniej zwanym wzgórzem burmistrza Peppela.